# Slot (informatique)
Dans un ordinateur, un slot (de l'anglais) est une fiche, un connecteur sous forme de fente dans laquelle on insère une carte d'extension ou une barrette de mémoire, voire certains processeurs conditionnés sous forme de cartouche. Le composant doit être enfoncé (enfiché) dans le connecteur de la carte mère pour être maintenu en place. La communication entre le composant enfiché et les autres composants se fait alors à travers un bus informatique.

## Description
La partie mâle est constituée d'un support plastique contenant toutes les liaisons aux pistes de cuivre du circuit imprimé de la carte (carte d'extension ou une barrette de mémoire, etc.) : un circuit imprimé sur un support vert/marron résine époxy et fibre de verre. Les pistes aboutissent sur une plage dégagée de tout composant et de vernis protecteur en marge du reste de la carte, aux dimensions du slot.
La fixation se fait par pression latérale mais peut être verrouillée par deux clips en bout de fiches (barrettes de mémoire).

## Terminologie
Selon le type de composant accueilli, on peut utiliser d'autres mots pour designer des slots :
- un port d’extension ou un connecteur d'extension pour enficher une carte d'extension
- un support SIMM, DIMM ou SO-DIMM pour enficher une barrette de mémoire vive
- un slot pour enficher un processeur, à ne pas confondre avec un socket car ils n'ont pas le même aspect

Différents types de slots
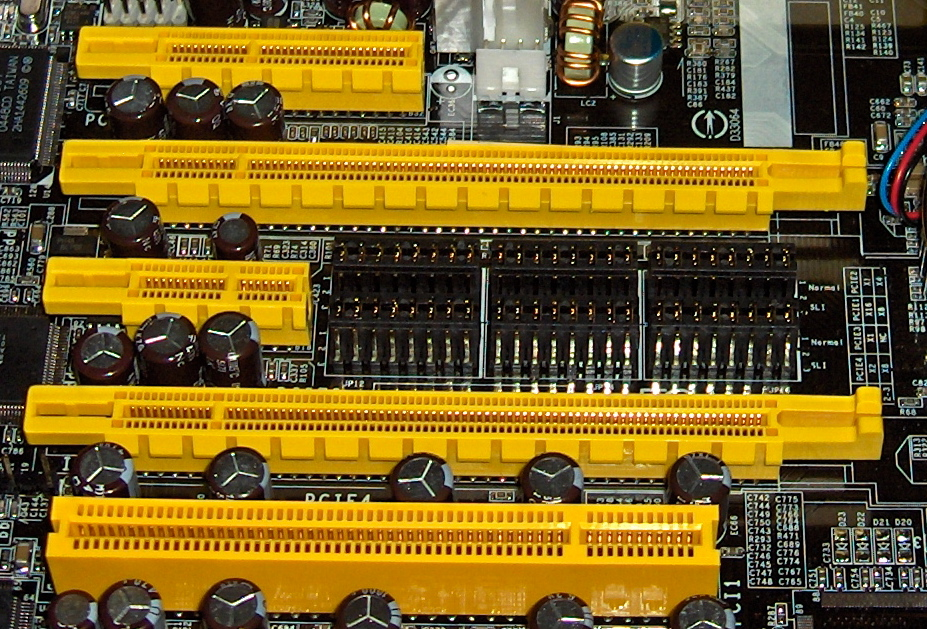
Ports d'extension PCI Express et PCI (dernier, en bas)
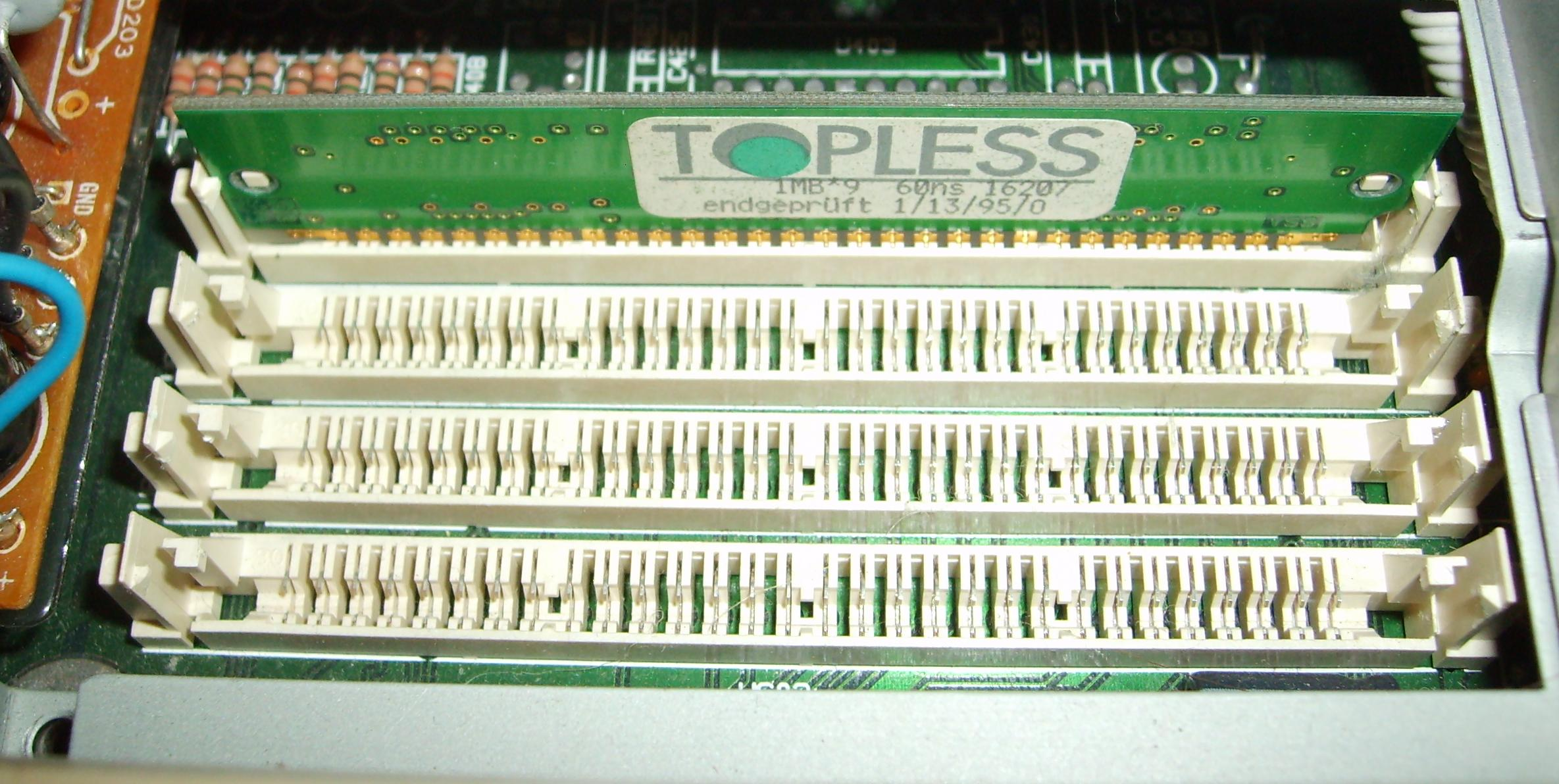
Slot mémoire SIMM
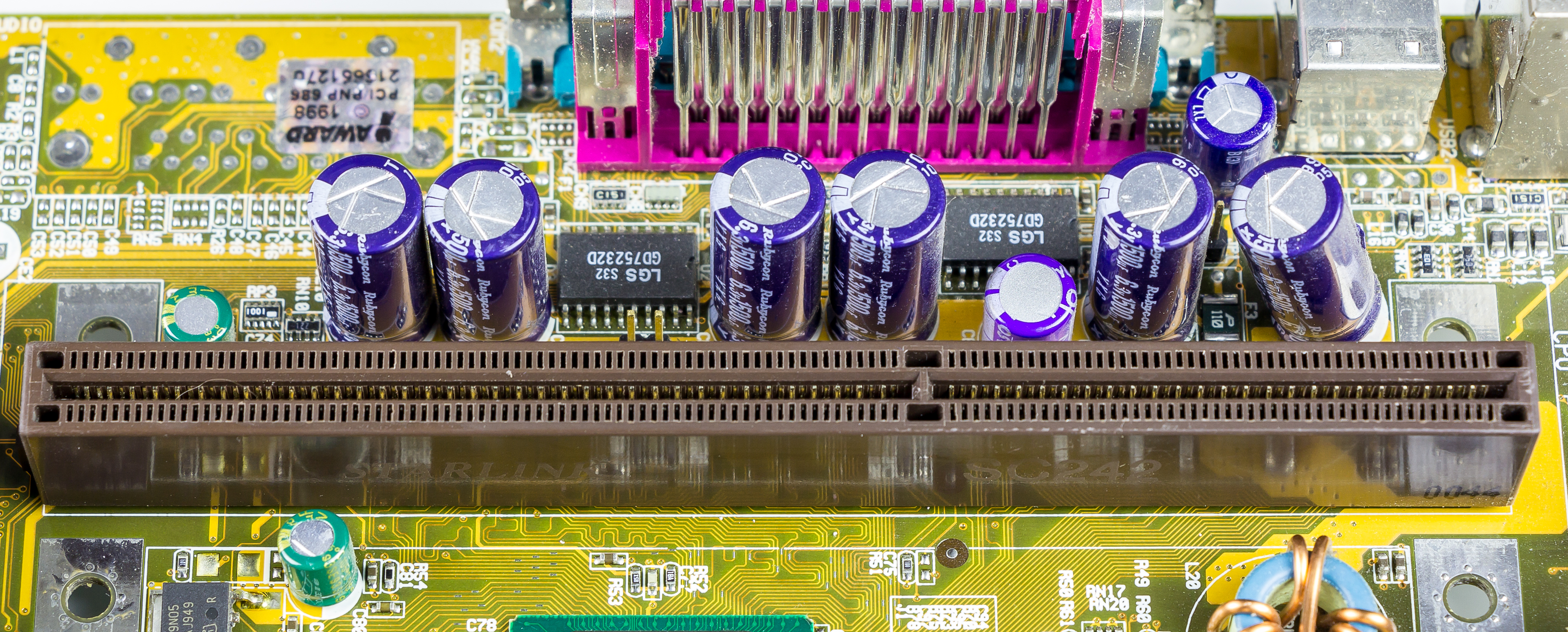
Slot 1 pour processeur Pentium II
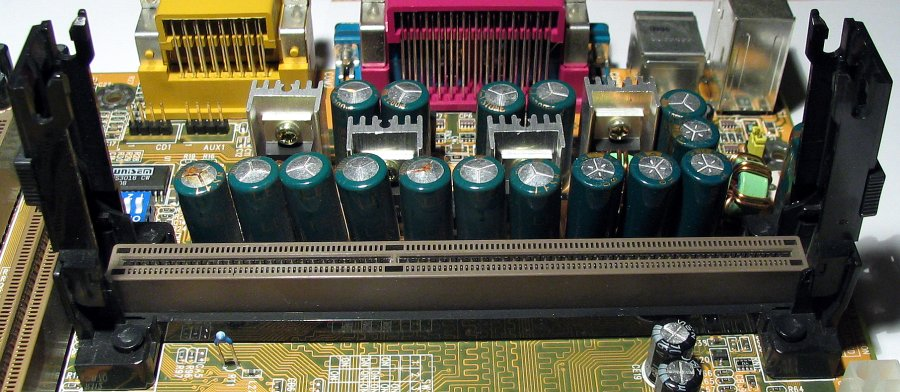
Slot A pour processeur Athlon